# Miguel Vítor
Miguel Vítor, född 30 juni 1989 i Torres Vedras, är en portugisisk fotbollsspelare som spelar för den israeliska klubben Hapoel Be'er Sheva i Ligat Haal.
Vítor började sin karriär i Benficas akademi, år 2007 skrev han på för klubbens a-lag. Men han fick lite speltid och lånades därför ut till Aves, i den portugisiska andra divisionen. Under den följande säsongen spelade dock Vítor nästan en hel säsong, 23 matcher.
Sommaren 2010 lånades Vítor ut till en engelska Championship-klubben Leicester City, där han förenades med klubbens portugisiska tränare Paulo Sousa. Det sägs att tack vare Sousas kontakter i Benfica (Sousa var spelare i klubben i fyra år) gjorde värvningen blev möjlig. 